# Shamrock Bowl Conference 2017
La Shamrock Bowl Conference 2017 è stata la 31ª edizione del campionato irlandese di football americano di primo livello, organizzato dalla IAFL.

## Squadre partecipanti
| Club                      | Città         | Stadio | Sponsor ufficiale | Risultato nella stagione 2016 |
| ------------------------- | ------------- | ------ | ----------------- | ----------------------------- |
| Belfast Trojans           | Belfast       |        |                   |                               |
| Carrickfergus Knights     | Carrickfergus |        |                   |                               |
| Cork Admirals             | Cork          |        |                   |                               |
| Dublin Rebels             | Dublino       |        |                   |                               |
| North Kildare Reapers     | Kilcock       |        |                   |                               |
| South Dublin Panthers     | Lucan         |        |                   |                               |
| Trinity College           | Dublino       |        |                   |                               |
| University College Dublin | Dublino       |        |                   |                               |
| UL Vikings                | Limerick      |        |                   |                               |

## Stagione regolare

### Calendario

#### 1ª giornata
| Santry 12 marzo 2017, ore 13:00 | Trinity College | 19 – 21 | UL Vikings | Trinity Sports Grounds |

| Dublino 12 marzo 2017, ore 13:00 | University College Dublin | 34 – 49 | Belfast Trojans | UCD Sports Grounds |

#### 2ª giornata
| Cork 19 marzo 2017, ore 13:00 | Cork Admirals | 22 – 6 | North Kildare Reapers | Presentation Brothers College Sports Grounds |

| Dublino 19 marzo 2017, ore 13:00 | University College Dublin | 13 – 28 | Dublin Rebels | UCD Sports Grounds |

#### 3ª giornata
| Santry 26 marzo 2017, ore 13:00 | Trinity College | 14 – 12 | Belfast Trojans | Trinity Sports Grounds |

| Lucan 26 marzo 2017, ore 13:00 | South Dublin Panthers | 12 – 7 | Carrickfergus Knights | Westmanstown Sports and Conference Centre |

#### 4ª giornata
| Dublino 2 aprile 2017, ore 14:00 | University College Dublin | 48 – 34 | South Dublin Panthers | UCD Sports Grounds |

| Limerick 2 aprile 2017, ore 14:00 | UL Vikings | 92 – 0 | North Kildare Reapers | UL Sports Grounds |

| Santry 2 aprile 2017, ore 14:00 | Dublin Rebels | 12 – 0 | Carrickfergus Knights | Sportslink |

#### 5ª giornata
| Cork 9 aprile 2017, ore 14:00 | Cork Admirals | 6 – 6 | Trinity College | Presentation Brothers College Sports Grounds |

#### 6ª giornata
| Carrickfergus 23 aprile 2017, ore 14:00 | Carrickfergus Knights | 19 – 10 | Belfast Trojans | Carrickfergus RFC |

| Lucan 23 aprile 2017, ore 14:00 | South Dublin Panthers | 7 – 24 | Trinity College | Westmanstown Sports and Conference Centre |

| Limerick 23 aprile 2017, ore 14:00 | UL Vikings | 23 – 22 | Cork Admirals | UL Sports Grounds |

#### 7ª giornata
| Kilcock 30 aprile 2017, ore 14:00 | North Kildare Reapers | 0 – 37 | Dublin Rebels | North Kildare Sports Grounds |

| Limerick 30 aprile 2017, ore 14:00 | UL Vikings | 76 – 6 | University College Dublin | UL Sports Grounds |

#### 8ª giornata
| Belfast 7 maggio 2017, ore 14:00 | Belfast Trojans | 9 – 0 | South Dublin Panthers | Deramore Park |

| Kilcock 7 maggio 2017, ore 14:00 | North Kildare Reapers | 6 – 62 | Carrickfergus Knights | North Kildare Sports Grounds |

#### 9ª giornata
| Cork 14 maggio 2017, ore 14:00 | Cork Admirals | 13 – 20 | Dublin Rebels | Presentation Brothers College Sports Grounds |

#### 10ª giornata
| Belfast 21 maggio 2017, ore 14:00 | Belfast Trojans | 26 – 3 | Carrickfergus Knights | Deramore Park |

| Lucan 21 maggio 2017, ore 14:00 | South Dublin Panthers | 37 – 0 | North Kildare Reapers | Westmanstown Sports and Conference Centre |

#### 11ª giornata
| Lucan 28 maggio 2017, ore 14:00 | South Dublin Panthers | 0 – 16 | University College Dublin | Westmanstown Sports and Conference Centre |

| Santry 28 maggio 2017, ore 14:00 | Dublin Rebels | 22 – 28 | UL Vikings | Sportslink |

| Santry 28 maggio 2017, ore 14:00 | Trinity College | 27 – 28 | Cork Admirals | Trinity Sports Grounds |

#### 12ª giornata
| Kilcock 11 giugno 2017, ore 14:00 | North Kildare Reapers | 0 – 56 | Cork Admirals | North Kildare Sports Grounds |

| Santry 11 giugno 2017, ore 14:00 | Dublin Rebels | 38 – 12 | Trinity College | Sportslink |

| Belfast 11 giugno 2017, ore 14:00 | Belfast Trojans | 16 – 24 | UL Vikings | Deramore Park |

| Carrickfergus 11 giugno 2017, ore 14:00 | Carrickfergus Knights | 21 – 8 | University College Dublin | Carrickfergus RFC |

#### 13ª giornata
| Santry 18 giugno 2017, ore 14:00 | Trinity College | 75 – 0 | North Kildare Reapers | Trinity Sports Grounds |

| Carrickfergus 18 giugno 2017, ore 14:00 | Carrickfergus Knights | 23 – 2 | South Dublin Panthers | Carrickfergus RFC |

#### 14ª giornata
| Belfast 25 giugno 2017, ore 14:00 | Belfast Trojans | 31 – 14 | University College Dublin | Deramore Park |

#### 15ª giornata
| Cork 2 luglio 2017, ore 14:00 | Cork Admirals | 21 – 14 | South Dublin Panthers | Presentation Brothers College Sports Grounds |

| Kilcock 2 luglio 2017, ore 14:00 | North Kildare Reapers | 0 – 30 | UL Vikings | North Kildare Sports Grounds |

| Santry 2 luglio 2017, ore 14:00 | Dublin Rebels | 14 – 13 | Belfast Trojans | Sportslink |

| Carrickfergus 2 luglio 2017, ore 14:00 | Carrickfergus Knights | 16 – 10 | Trinity College | Carrickfergus RFC |

#### 16ª giornata
| Limerick 9 luglio 2017, ore 14:00 | UL Vikings | 14 – 22 | Dublin Rebels | UL Sports Grounds |

| Dublino 9 luglio 2017, ore 14:00 | University College Dublin | 42 – 26 | Cork Admirals | UCD Sports Grounds |

### Classifica
Le classifiche della regular season sono le seguenti.
- PCT = percentuale di vittorie, G = partite giocate, V = partite vinte,  P = partite perse, PF = punti fatti, PS = punti subiti

#### SBC North
| Pos. | Squadra                   | PCT  | G | V | N | P | PF  | PS  |
| ---- | ------------------------- | ---- | - | - | - | - | --- | --- |
| 1    | Carrickfergus Knights     | .625 | 8 | 5 | 0 | 3 | 151 | 93  |
| 2    | Belfast Trojans           | .500 | 8 | 4 | 0 | 4 | 173 | 122 |
| 3    | University College Dublin | .375 | 8 | 3 | 0 | 5 | 181 | 265 |
| 4    | South Dublin Panthers     | .250 | 8 | 2 | 0 | 6 | 106 | 148 |

#### SBC South
| Pos. | Squadra               | PCT  | G | V | N | P | PF  | PS  |
| ---- | --------------------- | ---- | - | - | - | - | --- | --- |
| 1    | Dublin Rebels         | .875 | 8 | 7 | 0 | 1 | 193 | 93  |
| 2    | UL Vikings            | .875 | 8 | 7 | 0 | 1 | 308 | 107 |
| 3    | Cork Admirals         | .563 | 8 | 4 | 1 | 3 | 194 | 138 |
| 4    | Trinity College       | .438 | 8 | 3 | 1 | 4 | 187 | 128 |
| 5    | North Kildare Reapers | .000 | 8 | 0 | 0 | 8 | 12  | 411 |

## Playoff

### Tabellone
|  | Wild Card | Wild Card                 | Wild Card             |                       |               | Semifinali    | Semifinali    | Semifinali |  |  | XXXI Shamrock Bowl | XXXI Shamrock Bowl | XXXI Shamrock Bowl |  |
|  |           |                           |                       |                       |               |               |               |            |  |  |                    |                    |                    |  |
|  |           |                           |                       |                       |               | 1S            | Dublin Rebels | 32         |  |  |                    |                    |                    |  |
|  |           |                           |                       |                       |               | 1S            | Dublin Rebels | 32         |  |  |                    |                    |                    |  |
|  |           |                           |                       | Belfast Trojans       | 26            |               |               |            |  |  |                    |                    |                    |  |
|  | 2N        | Belfast Trojans           | 20                    | Belfast Trojans       | 26            |               |               |            |  |  |                    |                    |                    |  |
|  | 2N        | Belfast Trojans           | 20                    |                       |               |               |               |            |  |  |                    |                    |                    |  |
|  | 3N        | University College Dublin | 18                    |                       |               |               |               |            |  |  |                    |                    |                    |  |
|  | 3N        | University College Dublin | 18                    |                       | Dublin Rebels | Dublin Rebels | 12            |            |  |  |                    |                    |                    |  |
|  |           |                           |                       |                       |               |               |               |            |  |  |                    |                    |                    |  |
|  |           |                           | Carrickfergus Knights | Carrickfergus Knights | 6             |               |               |            |  |  |                    |                    |                    |  |
|  |           |                           |                       | Carrickfergus Knights | 6             |               |               |            |  |  |                    |                    |                    |  |
|  |           |                           |                       |                       |               |               |               |            |  |  |                    |                    |                    |  |
|  |           |                           |                       |                       |               |               |               |            |  |  |                    |                    |                    |  |
|  |           | 1N'                       | Carrickfergus Knights | 21                    |               |               |               |            |  |  |                    |                    |                    |  |
|  |           |                           |                       | 21                    |               |               |               |            |  |  |                    |                    |                    |  |
|  |           |                           |                       | UL Vikings            | 20 o.t.       |               |               |            |  |  |                    |                    |                    |  |
|  | 2S        | UL Vikings                | 36                    | UL Vikings            | 20 o.t.       |               |               |            |  |  |                    |                    |                    |  |
|  | 2S        | UL Vikings                | 36                    |                       |               |               |               |            |  |  |                    |                    |                    |  |
|  | 3S        | Cork Admirals             | 12                    |                       |               |               |               |            |  |  |                    |                    |                    |  |

### Wild Card
| Belfast 23 luglio 2017 | Belfast Trojans | 20 – 18 | University College Dublin | Deramore Park |

| 23 luglio 2017 | UL Vikings | 36 – 12 | Cork Admirals |  |

### Semifinali
| Santry 30 luglio 2017, ore 14:00 | Dublin Rebels | 32 – 26 | Belfast Trojans | Sportslink |

| Carrickfergus 30 luglio 2017, ore 14:00 | Carrickfergus Knights | 21 – 20 (d.t.s.) | UL Vikings | Carrick Rugby Club |

### XXXI Shamrock Bowl
| Tallaght 13 agosto 2017, ore 14:30 | Dublin Rebels | 12 – 6 | Carrickfergus Knights | Tallaght Stadium |

## Verdetti
- Dublin Rebels Campioni dell'Irlanda 2017